# Arreau

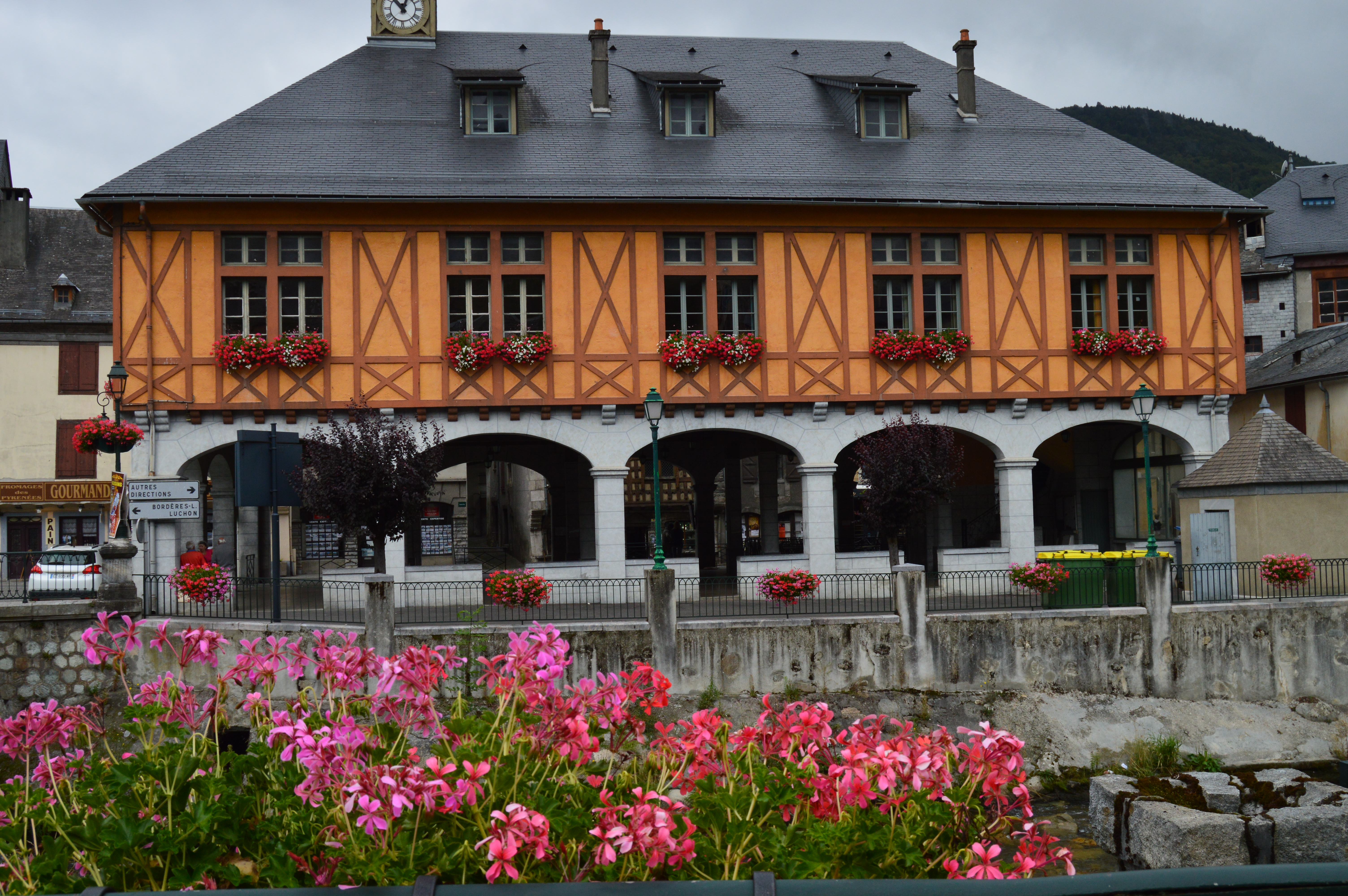
Mairie Arreau

Arreau ist ein südfranzösischer Ort und eine Gemeinde mit 732 Einwohnern (Stand 1. Januar 2022) im Département Hautes-Pyrénées in der Region Okzitanien (zuvor Midi-Pyrénées).

## Lage und Klima
Der Ort Arreau liegt in den Zentralpyrenäen im Tal der Neste d’Aure und ihres Zuflusses Neste du Louron an der Verbindungsstraße vom Col de Peyresourde zum Col d’Aspin in einer Höhe von ca. 720 m. Das Klima ist mild bis gemäßigt; Regen (ca. 910 mm/Jahr) fällt übers Jahr verteilt.

## Bevölkerungsentwicklung
| Jahr                       | 1800 | 1851 | 1901 | 1954 | 1999 | 2018 |
| -------------------------- | ---- | ---- | ---- | ---- | ---- | ---- |
| Einwohner                  | 979  | 1515 | 1000 | 999  | 823  | 784  |
| Quellen: Cassini und INSEE |      |      |      |      |      |      |

Wegen der zunehmenden Mechanisierung der Landwirtschaft ging die Einwohnerzahl der Gemeinde seit Beginn des 20. Jahrhunderts langsam aber stetig zurück.

## Wirtschaft
Die Gemeinde ist nahezu ausschließlich landwirtschaftlich orientiert. Seit den 1960er Jahren spielt der Tourismus eine immer größer werdende Rolle.

## Geschichte
Im Mittelalter gehörte Arreau zur Grafschaft Bigorre und war zeitweise Hauptort der Quatre Vallées („Vier-Täler-Gemeinde“). Der Ort lag an einer Nebenstrecke des Jakobswegs (Chemin de la vallée d’Aure).

## Sehenswürdigkeiten
- Kirche Notre-Dame d’Arreau
- Kapelle Notre Dame d’Escalère
- Château des Nestes (Heute Office du tourisme und Museum de Cagots)
- Château de Ségure
- Lilienhaus
- Grotte du Noisetier

## Persönlichkeiten
- Exuperius von Toulouse (Ende 4. Jahrhundert–um 410), frühchristlicher Bischof von Toulouse und Heiliger der römisch-katholischen Kirche sowie Zeitgenosse des Hieronymus von Stridon

## Partnergemeinde
- Ainsa-Sobrarbe, Spanien